# Chen Kaige
Chen Kaige (chino simplificado: 陈凯歌; chino tradicional: 陳凱歌; pinyin: Chén Kǎigē; Wade-Giles: Ch'en K'ai-ko; Pekín, 12 de agosto de 1952) es un director de cine chino.

## Datos biográficos
Chen Kaige nació en Pekín y creció siendo compañero y amigo de otro de los nombres más conocidos de la Quinta generación, Tian Zhuangzhuang. Durante la Revolución Cultural, siendo adolescente, Chen se unió a la Guardia Roja, y como muchos otros jóvenes, denunció a su propio padre, el también director Chen Huaiai, una decisión de la que no tardó en arrepentirse, pues su padre fue condenado a trabajos forzados. Este periodo de su vida continúa influenciando su obra hasta la fecha, como puede verse en producciones como Adiós a mi concubina o Soñando juntos. Con el final de la revolución cultural, en 1978, Chen se unió a la Academia de Cine de Pekín de donde se graduó en 1982 como parte de la Quinta generación del cine chino. En 1996 se casó con la actriz Chen Hong.
Su primera película, Tierra Amarilla (1984), es uno de los primeros exponentes de la llamada Quinta generación del cine Chino. Rodada con Zhang Yimou como director de fotografía, su calidad visual, y su forma elíptica de narración, influenciaron en gran manera la producción cinematográfica posterior. Junto con La gran parada (1986) y El rey de los niños (1987), pueden apreciarse como una suerte de trilogía informal. En 1989, Chen experimentó en la creación de un vídeo para la canción "Do You Believe In Shame" de Duran Duran. Ese mismo año rodó La vida pendiente de un hilo, una película esotérica que emplea la alegoría mítica y una escenografía lujosa para relatar la historia de un ciego maestro de er-hu y su aprendiz.
Su obra más conocida en occidente, Adiós a mi concubina (1993), fue nominada a dos Oscar y ganó la Palma de Oro en el festival de Cannes. La película cuenta la historia de dos actores de la Ópera de Pekín, y les sigue durante las subsiguientes décadas de cambio en la China del siglo XX. Tras el éxito de esta obra, Chen dirigió Temptress Moon (1996), de nuevo protagonizada por Gong Li. A pesar de ser bien recibida por la crítica, la obra no fue tan aclamada como Adiós a mi concubina. Siguió a esta película la épica El emperador y el asesino (1999), en la que se retoma el relato del legendario rey de Qin y el reticente asesino que intenta matarlo. En 2002 realizó su primera y única película rodada en inglés, Suavemente me mata, una historia de suspense con una alta carga erótica protagonizada por Heather Graham y Joseph Fiennes, que fue en gran medida rechazada por la crítica. Algunas obras posteriores incluyen películas como Soñando juntos (2002), que muestra la relación de un joven violinista y su padre, La promesa (2005), con la que regresa a la épica histórica, o el éxito de taquilla La batalla del lago Changjin (2021).

## Filmografía

### Como director
| Año  | Título en español               | Título original | Notas                                                                                           |
| ---- | ------------------------------- | --------------- | ----------------------------------------------------------------------------------------------- |
| 1984 | Tierra amarilla                 | 黃土地          |                                                                                                 |
| 1986 | La gran parada                  | 大阅兵          |                                                                                                 |
| 1987 | El rey de los niños             | 孩子王          |                                                                                                 |
| 1991 | La vida pendiente de un hilo    | 边走边唱        |                                                                                                 |
| 1993 | Adiós a mi concubina            | 霸王别姬        |                                                                                                 |
| 1996 | Temptress Moon                  | 风月            |                                                                                                 |
| 1999 | El emperador y el asesino       | 荊柯刺秦王      |                                                                                                 |
| 2002 | Suavemente me mata              |                 |                                                                                                 |
| 2002 | Ten Minutes Older               |                 | Segmento 100 Flowers Hidden Deep                                                                |
| 2002 | Soñando juntos                  | 和你在一起      | Concha de plata como mejor director en el Festival Internacional de Cine de San Sebastián 2002. |
| 2005 | La promesa                      | 无极            |                                                                                                 |
| 2008 | Mei Lanfang                     | 梅兰芳          |                                                                                                 |
| 2010 | Zhao shi gu er                  |                 |                                                                                                 |
| 2012 | Sou suo                         |                 |                                                                                                 |
| 2015 | Monk Comes Down the Mountain    |                 |                                                                                                 |
| 2017 | Kukai                           |                 |                                                                                                 |
| 2019 | Wo he wo de zu guo              |                 | Segmento The Guiding Star                                                                       |
| 2021 | La batalla del lago Changjin    | 长津湖          |                                                                                                 |
| 2022 | La batalla del lago Changjin II | 长津湖之水门桥  |                                                                                                 |

### Como actor
| Año  | Título en español         | Título original | Papel                          | Notas |
| ---- | ------------------------- | --------------- | ------------------------------ | ----- |
| 1987 | El último emperador       |                 | Capitán de la guardia imperial |       |
| 1999 | El emperador y el asesino | 荊柯刺秦王      | Lü Buwei                       |       |
| 2002 | Soñando juntos            | 和你在一起      | Yu Shifeng                     |       |

### Programas de variedades
- 2019: Actors, Please Take Your Place (mentor)

## Premios y distinciones
Premios Óscar
| Año  | Categoría                                       | Película             | Resultado |
| ---- | ----------------------------------------------- | -------------------- | --------- |
| 1994 | Mejor película extranjera (de habla no inglesa) | Adiós a mi concubina | Nominado  |

Festival Internacional de Cine de San Sebastián
| Año  | Categoría                         | Película | Resultado |
| ---- | --------------------------------- | -------- | --------- |
| 2002 | Concha de plata al mejor Director | Juntos   | Ganador   |

Festival Internacional de Cine de Cannes
| Año  | Categoría            | Película             | Resultado |
| ---- | -------------------- | -------------------- | --------- |
| 1993 | Palma de Oro         | Adiós a mi concubina | Ganador   |
| 1993 | Premio de la Crítica | Adiós a mi concubina | Ganador   |